# プレミアサッカー
プレミアサッカー（英語: Premier Soccer）は、1993年にコナミが発売したアーケードゲーム（サッカーゲーム）である。

## ゲームの特徴
ジョイスティックでドリブルAボタン:ショートパス・シュート（オフェンス）、スライディング（ディフェンス）。Bボタン:ロングパス（オフェンス）、タックル・ラフプレー（ディフェンス）である。硬貨を1枚入れると、「1PvsCOM」の表示がなされ、もう1枚入れると「1Pvs2P」の表示が出て、対戦プレイが可能になる。
チーム（後述）を選んだ後、4つの異なるズームから選択し、ゲームが開始する。実際のW杯のシステムとは異なり、自分が選んだチームの所属するブロックでのトーナメントからスタートする。トーナメントで3勝すると本戦（他の4つのブロックを勝ち抜いたチームとの対戦）に入る。本戦で4勝（勝つとその対戦チームの旗の上に×印が入る）すると、エキストラチームとの対戦になる。エキストラチームは他のチームと違って選択が不可であり、体つきが巨大になっている。その為、パスがカットされやすい（キックの威力は他のチームと変わりない）。トーナメントや本戦で勝てば次戦に進めるが、負けの場合はゲームオーバー。コンティニュー機能あり（ゲームオーバーの前に10カウント以内にコンティニューが可能）。引き分けの場合は、PK戦で勝負を決する。エキストラチームとの試合終了後は勝敗に関わらず、エンディングとなり、スタッフロールが流れる。この時ランキングに入っている（自分が進んだラウンド数＞得失点差の順にランクが決まる）とネームエントリー（3文字でアルファベット・：・－・/・?から20カウント以内に選択が可能）が入力可能である。
1ゲーム1分30秒（90秒）制で、ロスタイムはなし。キックオフ時は、プレイヤー側がボールを持った状態で始まる。得点が入ると失点した側がボールを持った状態で始まる。得点が入ると失点した側がボールを持った状態で始まる。ファウル制もある。よって、イエローカード・レッドカード，ファウルによって発生する可能性のあるフリーキック・PKもある。ファウルの画面では、審判が大きく画面に映し出されてカードを出す。フリーキックでは画面の左下にゲージが表示され、メーターの量によって、キックの強弱が決まる。このゲームの最大の特徴として、オーバーヘッドキックが決まりやすい。ゴールが決まると、ゴールシーンのリプレイが流される（ボタンを押すと中断する事が可能）。
得点王シリーズ同様、選べるチーム数が多いが、選手名は付けられなかった。
ゲームミュージックは東野美紀が単独で担当した。

## 出場チーム
全部で40チームから選択可能。8チームずつ5つの地域に分かれている。40チームの内容は以下の通り。尚、フォーメーションは考慮されなかった。チーム選択場面では、世界地図が表示され、選択したいチームのブロック→ブロック内のチームの順に選択する。
- ヨーロッパA:  ドイツ,  イングランド,  スペイン,  ロシア,  フランス,  アイルランド[2]， スウェーデン， チェコスロバキア[3]
- ヨーロッパB:  イタリア， オランダ,  ポルトガル,  ポーランド,  ベルギー,  ハンガリー,  ウェールズ,  スコットランド
- 北中米（南米含む）:  メキシコ,  アメリカ合衆国,  アルゼンチン,  ブラジル,  カナダ,  ウルグアイ,  ペルー,  コロンビア
- アジア（オセアニア含む）:  日本,  韓国， 中華人民共和国, 香港[4]， 台湾,  シンガポール， オーストラリア,  ニュージーランド
- アフリカ:  エジプト,  モロッコ,  ナイジェリア,  アルジェリア， カメルーン,  ガーナ[5],  ケニア[5]， 南アフリカ共和国[6]